# Radcliffe Lawrence
Radcliffe Lawrence (* 13. Januar 1949) ist ein ehemaliger jamaikanischer Radrennfahrer.

## Sportliche Laufbahn
Lawrence war Bahnradsportler und auch im Straßenradsport aktiv. Er war Teilnehmer der Olympischen Sommerspiele 1972 in München.
In der Mannschaftsverfolgung schied Jamaika mit Radcliffe Lawrence, Howard Fenton, Maurice Hugh-Sam und Michael Lecky in der Qualifikation aus. Im olympischen Straßenrennen kam er beim Sieg von Hennie Kuiper nicht ins Ziel.